# François Bénard
François Bénard est un homme politique français, né le 28 janvier 1903 à Feuquières (Oise), décédé le 1er mars 1978 à Paris (17e), député de l'Oise de 1956 à 1978.

## Biographie
Après des études de droit qu'il mène jusqu'au doctorat, et un diplôme de l'école des Hautes études commerciales, François Bénard s'installe comme minotier à Saint-Omer-en-Chaussée, et s'engage rapidement en politique.
Conseiller d'arrondissement en 1928, il est élu maire de Saint-Omer-en-Chaussée en 1929, et le reste jusqu'en 1944.
En mars 1931, il est élu conseiller général du canton de Marseille-en-Beauvaisis et est réélu jusqu'à la suppression du Conseil général par le Régime de Vichy, qui le nomme cependant membre de la commission administrative départementale en 1941, puis du Conseil départemental mis en place en 1943, dont il est le président.
En 1945, il retrouve son siège de conseiller général, et devient Président du Conseil général en 1949.
Après un premier échec en 1932, il est élu à l'Assemblée nationale en 1956, comme candidat de concentration républicaine présenté par le Rassemblement des groupes républicains et indépendants français, et apparaît comme un candidat agrarien conservateur traditionnel. Il siège ainsi au sein du groupe du Rassemblement des gauches républicaines. Favorable au Général de Gaulle, tout en continuant de se réclamer du centriste, il est réélu en 1958, 1962, 1967 et 1968 sous l'étiquette gaulliste de l'Union pour la nouvelle République, puis de l'Union des démocrates pour la République.
En 1973, cependant, il profite du passage d'une partie des centristes et démocrates-chrétiens dans la majorité présidentielle de Georges Pompidou pour rejoindre sa famille politique en s'inscrivant au groupe de l'Union centriste. Il décède le 1er mars 1978 et son suppléant, Michel Commelin, s'inscrit, lui, au groupe de l'UDR.